# Відоє Подгорець
Відо́є Подго́рець (мак. Видое Подгорец; нар. 8 червня 1934, с. Колешино, Ново-Село, Королівство сербів, хорватів і словенців — †14 квітня 1997, Скоп'є, Македонія) — македонський письменник: прозаїк і поет, мандрівник; писав як для дорослих, так і для дітей.

## З біографії
Відоє Подгорець народився 8 червня 1934 року в селі Колешиному в околицях Струмиці в бідній родині.
Початкову освіту отримав у рідному селі, потому закінчив вчительську школу в Штипі. 
У 16-річному віці почав працювати вчителем. Через бідність не зміг регулярно відвідувати лекції в Скопському університету, тому навчався віддалено. 
У 1956 році закінчив Вищу педагогічну школу, а в червні 1959-го — філософський факультет alma mater (група: югославська література).
Потім 3 роки пропрацював шкільним інспектором в окрузі Штипу, нарешті в 1962 році переїхав до столиці республіки Скоп'є, де працював в найвідомішій місцевій газеті «Нова Македонія», а також у видавництві «Дитяча радість» („Детска радост“) редактором дитячих журналів «Дружок» („Другарче“) та «Наш світ» („Наш свет“). 
Свою професійну кар'єру завершив на посаді директора та головного редактора ВД «Наша книга».
Прозаїк був членом Спілки письменників Македонії починаючи з 1958 року.
Помер 14 квітня 1997 року в столиці вже незалежної Македонії Скоп'є.

## Творчість і визнання
Відоє Подгорець — автор численних збірок віршів та оповідань для дітей і дорослих, літературознавчих есе, низки подорожніх нотаток зі своїх мандрівок Близьким Сходом. Це один з найплідніших македонських письменників — так, ще в 1969 році, коли В. Подгорецю було 35 років, вийшло 10-томне зібрання творів письменника.   
Почав писати ще будучи учнем учительської школи в Штипі, і трохи згодом безпосередня робота з дітьми (вчителем) мала вирішальний вплив на його прихильність до дитячої літератури. 
Бібліографія
- Развигорче (поезія для дітей, 1956)
- Мугри над тополите (поезія, 1958)
- Уморно лето (поезія, 1958)
- Прости ми, канаринке (оповідання для дітей, 1958)
- Топли гнезда (оповідання для дітей, 1959)
- Горско кладенче (поезія для дітей, 1960)
- Неспокојно детство (оповідання для дітей, 1961)
- Шумскиот разбојник (оповідання для дітей, 1962)
- Тихо доаѓаат соништата (поезія для дітей, 1963)
- Сенки на ѕидот (оповідання для дітей, 1963)
- Деца под печурки (оповідання для дітей, 1964)
- Ајдучка чешма (роман для дітей, 1964)
- Сребрена школка (пісні для дітей, 1965)
- Песни и сказни (пісні і оповідання для дітей, 1966)
- Задкарпатска повест (роман для дітей і молоді, 1966)
- Белото Циганче (роман для дітей і молоді, трилогія, 1966)
- Време на љубовта (поезія, 1967)
- Туника (оповідання для дітей, 1967)
- Чудесно патување (оповідання для дітей, 1967)
- Две селзички (оповідання для дітей, 1967)
- Отиде со жеравите (оповідання для дітей, 1967)
- Над лулката (поезія для дітей, 1967)
- Вечерни ѕвона (поезія, 1968)
- Весела азбука (поезія для дітей, 1969)
- Аз, буки, веди... (повість, 1969)
- Шарени бродови (оповідання для дітей, 1969)
- Чисти раце (оповідання для дітей, 1969)
- Сивиот одмазник (оповідання для дітей, 1969)
- Ливада на соништата (оповідання для дітей, 1969)
- Прокудени птици (роман для дітей і молоді, 1969)
- Овчарчето Бош (роман для дітей і молоді, 1969)
- Илјада цветови (поезія для дітей, 1969)
- Рајна Војвода (роман для дітей і молоді, 1971)
- Пустини и оази (подорожі, 1971)
- Првото писмо (роман для дітей і молоді, 1972)
- Бигорна љубов (роман для молоді, 1973)
- Пепел и цвет (роман для молоді, 1974)
- Писма од Африка (подорожі, 1976)
- Македонска голгота (роман, 1978)
- Пожар потоа пепел (поезія, 1978)
- Зарастен бунар (поезія, 1978)
- Истрча белиот коњ (роман для дітей і молоді, 1978)
- Бродот Брезова кора (оповідання для дітей, 1978)
- Пиринскиот цар (оповідання для дітей, 1980)
- Патувањето на Добрило (оповідання для дітей, 1981)
- Приказна за селото (оповідання для дітей, 1981)
- Во Солуна грош сомуна (поезія для дітей, 1981)
- Црниот пантер (роман для дітей і молоді, 1981)
- Корените на судбината (роман, 1982)
- Песни за Туника (поезія для дітей, 1982)
- Лушпи од месечина (поезія для дітей, 1982)
- Сказни I-II (казки, 1982)
- Летот на белата гулабица (роман для молоді, 1982)
- Сопатници на детството (есеї, огляди і критичні огляди, 1982)
- Карпошовата буна (роман, 1983)
- Дивиот рај (роман для молоді, 1983)
- Патешествијата на Силјан Штркот (роман для молоді, 1983)
- Прва љубов (роман для дітей і молоді, 1983)
- Распетие (поезія, 1984)
- Умирање на залез (оповідання, 1984)
- Дрвен обред (поезія, 1985)
- Дрво на спомените (оповідання для дітей, 1985)
- Шарбајка (оповідання для дітей, 1986)
- Туника или прва љубов (роман для дітей і молоді, 1987)
- Дивиот пес (роман для дітей і молоді, 1987)
- Шарена птица (поезія для дітей, 1987)
- Нашиот двор (оповідання для дітей)
- Земја на солзите (роман, 1988)
- Бамбарче (роман для дітей, 1988)
- Пчеличката медарка (казки, 1989)
- Среќен човек (оповідання, 1989)
- Перуновите потомци (історичний роман, 1989)
- Чудесна шума (поезія для дітей, 1989)
- Ѕвездени зборови (оповідання для дітей, 1990)
- Сто сонца (загадки)
- Сребрениот меч (оповідання для дітей, 1991)
- Крали Марко (повість)
- Необични доживувања (роман дітей і молоді, 1991)
- Јаворот (роман дітей і молоді, 1992)
- Скршеното бардаче (роман дітей, 1992)
- Длабарка (поезія, 1993)
- Мониста од роса (поезія для дітей, 1993)
- Вечни огнови (оповідання, 1993)
- Изгубеното царство (оповідання для дітей, 1993)
- Криворог (роман дітей і молоді, 1994)
- Венче невенче (поезія для дітей, 1994)
- Баба Благината срна (оповідання для дітей, 1994)
- Магарињата на Олимп (оповідання для дітей, 1994)
- Коктел за сон (поезія, 1995)
- Златко (повість, 1995)
- Воденичарски приказни (оповідання для дітей, 1995)
- Дванаесетте огледала (оповідання для дітей, 1995)
- Исчезнатиот рај (роман дітей і молоді, 1997)
- Феткин (романізована біографія, 1998)
- Царската птица (казки, 1999)

Здійснив декілька телевізійних екранізацій дитячих ігор, а також поставив 2 дитячі радіоп'єси: «Незакінчена історія» („Незавршена приказна“) разом із Міхо Атанасовським (Михо Атанасовски) та «Чудова подорож» („Чудесно патување“).
Є також упорядником декількох антологій: Антологија на современата македонска поезија за деца та Антологија на современата македонска проза за деца (обидві — 1968), а також «Голуб миру» („Гулаб на мирот“, оповідання для дітей) та «Карусель» („Вртешка“ , пісеньки для дітей).
Твори письменника перекладено багатьма мовами: сербською, хорватською, словенською, турецькою, албанською, російською, українською, польською, чеською, словацькою, болгарською тощо.
У 1966 році Відоє Подгорець отримав 2 нагороди за свій роман «Білий циган» (Белото Циганче): премію «Молоде покоління» („Младо поколение“) за найкращу дитячу книгу в Югославії та другу премію в конкурсі за роман «Дитяча радість» („Детска радост“). Крім того, Підгорець є володарем таких нагород:
- премія TV Skopje за найкращу книгу року;
- „Курирчек“;
- „Читателска значка“ (Любляна);
- «13 листопада» (13 Ноември);
- Премія імені Климента Охридського.

## Українські переклади
Українською мовою 3 оповідання Відоє Подгореця «Лебедина любов», «Скрипка» і «Ніч у соломі» переклав Андрій Лисенко (увійшли до збірки «Македонська новела», яка вийшла 1972 року в серії «Зарубіжна новела» і за яку перекладач отримав міжнародну премію «Золоте перо»).
У 1974 році видавництво «Молодь» видало збірку прозових творів Відоє Подгореця «Гайдуцька криниця», до якої увійшли «Закарпатська повість», роман «Гайдуцька криниця», новели «Скрипка», «Білі Джерела», «Герова колиба», «Німий», «Таємнича торба», «Неспокійне дитинство», «Загублений світлячок», «Лебедина любов», «Чисті руки». Усі переклади здійснив Андрій Лисенко. 
Видавництво Веселка у 1977 році видало роман Подгореця «Біле циганча» у перекладі Андрія Лисенка. Художнє оформлення книжки здійснив Руслан Саєнко.